# Chrysina orizabae
Chrysina orizabae är en skalbaggsart som beskrevs av Bates 1888. Chrysina orizabae ingår i släktet Chrysina och familjen Rutelidae. Inga underarter finns listade i Catalogue of Life.